# ياكون أبقع
ياكون أبقع (الاسم العلمي: Smallanthus maculatus) هو نوع من النباتات يتبع جنس الياكون من الفصيلة النجمية.